# Liste der Kulturdenkmale in Schwarzenbek
In der Liste der Kulturdenkmale in Schwarzenbek sind alle Kulturdenkmale der schleswig-holsteinischen Stadt Schwarzenbek im Kreis Herzogtum Lauenburg aufgelistet (Stand: 31. März 2025).

## Legende
In den Spalten befinden sich folgende Informationen:
- Objekt-ID: die Nummer des Kulturdenkmales
- Lage: die Adresse des Kulturdenkmales und die geographischen Koordinaten. Kartenansicht, um Koordinaten zu setzen. In der Kartenansicht sind Kulturdenkmale ohne Koordinaten mit einem roten Marker dargestellt und können in der Karte gesetzt werden. Kulturdenkmale ohne Bild sind mit einem blauen Marker gekennzeichnet, Kulturdenkmale mit Bild mit einem grünen Marker.
- Offizielle Bezeichnung: Bezeichnung des Kulturdenkmales
- Beschreibung: die Beschreibung des Kulturdenkmales
- Bild: ein Bild des Kulturdenkmales

## Bauliche Anlagen
| Objekt-ID      | Lage                                                | Offizielle Bezeichnung                | Beschreibung | Bild                             |
| -------------- | --------------------------------------------------- | ------------------------------------- | --- | -------------------------------- |
| 3774 Wikidata  | Compestraße 8 (53° 30′ 12″ N, 10° 28′ 45″ O)        | Ehemaliges Amtsgericht                | Das Gebäude entstand von 1785 bis 1788 und wurde während der hannoverschen Zeit als Verwaltungsgebäude genutzt. Im Jahr 1870 wurde das Gebäude von der preußischen Regierung als Amtsgericht umfunktioniert. Alteintragung (Aktualisierung vorgesehen) - Begründung: Alteintragung (Aktualisierung vorgesehen) - Schutzumfang: Alteintragung (Aktualisierung vorgesehen) - Denkmaltyp: Bauliche Anlage                                                                             | Fotos hochladen                  |
| 6404 Wikidata  | Compestraße (53° 30′ 10″ N, 10° 28′ 45″ O)          | Kirche St. Franziskus mit Ausstattung | Die Grundsteinlegung der Franziskus-Kirche fand am 5. August 1894 statt. Das Bauwerk im Stil der Neugotik besitzt einen 52 Meter hohen Kirchturm. Alteintragung (Aktualisierung vorgesehen) - Begründung: geschichtlich, künstlerisch, städtebaulich - Schutzumfang: gesamtes Objekt - Denkmaltyp: Bauliche Anlage | weitere Fotos \| Fotos hochladen |
| 3775 Wikidata  | Körnerplatz 5 (53° 30′ 21″ N, 10° 28′ 38″ O)        | ehem. „Alte Post“                     | Das um 1750 erbaute Gebäude war anfangs der Wohn- und Dienstsitz des Oberförsters vom Sachsenwald. Zwischen 1882 und 1905 befand sich die Post im Bauwerk. Nachdem das Gebäude in den 1990er-Jahren restauriert wurde, beherbergt es – gemeinsam mit einem neuen Anbau – ein Seniorenheim. Alteintragung (Aktualisierung vorgesehen) - Begründung: geschichtlich, Kulturlandschaft prägend - Schutzumfang: Alteintragung (Aktualisierung vorgesehen) - Denkmaltyp: Bauliche Anlage | Fotos hochladen                  |
| 3777 Wikidata  | Körnerplatz 10 (53° 30′ 22″ N, 10° 28′ 43″ O)       | ehem. Amtsschreiberhaus               | Das Fachwerkhaus wurde von 1765 bis 1767 erbaut und war anfangs das Wohnhaus des Amtsschreibers. Zwischen 1870 und 1968 wohnten Schwarzenbeks Amtsrichter im Gebäude. Alteintragung (Aktualisierung vorgesehen) - Begründung: Alteintragung (Aktualisierung vorgesehen) - Schutzumfang: Alteintragung (Aktualisierung vorgesehen) - Denkmaltyp: Bauliche Anlage | Fotos hochladen                  |
| 23512          | Lauenburger Straße 18 (53° 30′ 4″ N, 10° 28′ 59″ O) | sog. Doktorhaus                       | sog. Doktorhaus; 1912, Architekt Wilhelm Matthies; im Heimatschutzstil gestalteter, eingeschossiger Backsteinbau mit hohem, ausgebautem Mansarddach, verglaste Veranda an der Gartenseite - Begründung: geschichtlich, städtebaulich - Schutzumfang: gesamtes Objekt - Denkmaltyp: Bauliche Anlage | BW                               |
| 37481 Wikidata | Schefestraße 6 (53° 30′ 11″ N, 10° 28′ 52″ O)       | Villa Schefe                          | Villa Schefe; um 1895; eingeschossiger Putzbau mit Kurzwalmdach und seitliches Zwerchhaus, bauzeitlicher schmiedeeiserner Zaun - Begründung: geschichtlich, städtebaulich - Schutzumfang: Villa Schefe, Einfriedung - Denkmaltyp: Bauliche Anlage | BW                               |
| 37482 Wikidata | Schefestraße 8 (53° 30′ 10″ N, 10° 28′ 55″ O)       | Villa Sauer                           | Villa Sauer; 1895, Maurermeister Lassen; zweigeschossiger Putzbau mit Walmdach, turmartiger Eingangstrakt mit geschweifter Haube und Laterne; bauzeitliche Remise - Begründung: geschichtlich, städtebaulich - Schutzumfang: Villa Sauer, Remise - Denkmaltyp: Bauliche Anlage | BW                               |

## Ehemalige Kulturdenkmale
| Objekt-ID      | Lage                                           | Offizielle Bezeichnung | Beschreibung                                            | Bild            |
| -------------- | ---------------------------------------------- | ---------------------- | ------------------------------------------------------- | --------------- |
| 30252 Wikidata | Schefestraße 1a (53° 30′ 12″ N, 10° 28′ 46″ O) | Ehemaliges Amtsgericht | Der Anbau des Amtsgerichts wurde als Gefängnis genutzt. | Fotos hochladen |

## Quelle
- Liste der Kulturdenkmale in Schleswig-Holstein – Herzogtum Lauenburg (PDF)

- Karte mit allen Koordinaten:
- OSM |
- WikiMap